# شهرستان لاپاز (آریزونا)

شهرستان لاپاز یکی از شهرستان‌های غربی ایالت آریزونا است. با مساحتی ۱۱.۶۸۹.۵ کیلومتر مربعی، جمعیتی معادل ۲۰.۴۸۹ نفری دارد.
نام این شهرستان کلمه‌ای اسپانیایی به معنای «صلح» است.

## پیوند
- وب‌گاه رسمی